# Koźlak (osada)
Koźlak (niem. Wilhelmshöh) – osada w Polsce, w województwie warmińsko-mazurskim, w powiecie węgorzewskim, w gminie Budry.
W latach 1975–1998 miejscowość należała administracyjnie do województwa suwalskiego.

## Nazwa
28 marca 1949 r. ustalono urzędową polską nazwę miejscowości – Koźlak, określając drugi przypadek jako Koźlaka, a przymiotnik – koźlacki.